# Kushum
Le Kushum (russe : Kushumskaya) est une race de chevaux originaire de l'Ouest du Kazakhstan. Elle descend de croisements entre des juments kazakhes de type Jabe et des étalons de diverses races russes de selle, initialement dans l'objectif de fournir une monture de cavalerie rustique à l'Armée rouge. La race est reconnue en 1976. C'est un cheval compact et polyvalent, employé tant sous la selle qu'à la traction, pour le lait et pour la viande.

## Dénomination
La race est référencée sous plusieurs autres noms, dont Zapadno-Kazakhstanskaya Verkhovo-Upryazhnaya et Kushumskaya en russe,, et West Kazakh Saddle-Draft (Selle-trait kazakhe de l'Ouest) en anglais. Elle doit son nom à la rivière Kushum.

## Histoire
La race est développée entre 1930 (ou 1931) et 1976, à partir d'étalons Pur-sang, trotteur d'Orlov, Trotteur russe, du Don, et Boudienny, sur le cheptel local composé de juments de race Kazakh,, appartenant au type Jabe. L'objectif d'origine est l'obtention d'une monture de cavalerie rustique pour l'Armée rouge, capable de vivre sur du pâturage en tabounes à l'extérieur toute l'année,. Cette sélection s'effectue dans deux haras nationaux de la région de l'Oural, Pyatimarsk et Furman,, et plus tard dans celui de Kransnodon. Une attention est portée sur l’adaptabilité des animaux, les croisements de première génération sur les juments Kazakh étant ensuite croisés avec le cheval du Don en fin de processus,. Les chevaux du Don se sont par ailleurs adapté au biotope montagneux local pour entrer dans ce programme de croisement. La race Kushum est officiellement reconnue en 1976.
Un recensement soviétique daté de 1980 permet de dénombrer 38 901 chevaux appartenant à cette race dans toute l'URSS, dont 4 829 de pure race.

## Description
D'après la base de données DAD-IS, la taille moyenne est de 1,54 m chez les femelles et 1,59 m chez les mâles, pour un poids médian respectif de 492 et 535 kg. Le guide Delachaux indique des mesures similaires, soit 1,54 m chez les femelles et 1,60 m chez les mâles. L'étude des chevaux russes publiée en 1989 indique un poids vif de 520 à 550 kg.
L'apparence général est celle d'un cheval plutôt compact, solidement bâti, et grand. La tête est grande,, le guide Delachaux la décrivant comme « large », ce qui semble être une erreur de traduction depuis l'anglais. Le profil de tête est rectiligne. L'encolure est charnue, et de moyenne longueur,. Le poitrail est large et profond, le garrot bien sorti. Le dos est long et plutôt plat. La croupe est musclée, assez courte. Les membres sont solides.

### Robe
La robe est baie sous toutes les nuances, ou alezane,.

### Tempérament et entretien
Le Kushum est un cheval très endurant et rustique,, doté d'une excellente fertilité, de l'ordre de 84 %.

### Sélection
Six lignées ont été formées et identifiées chez la race. Le Kushum était sélectionné sur la base de tests de traction au trot et d'endurance.

## Utilisations
Ces chevaux sont surtout montés dans le cadre de pratiques sportives locales, mais montrent une grande polyvalence, puisqu'ils sont aussi attelés. Un Kushum est capable de parcourir des distances allant de 214 à 280 km par jour. Le meilleur résultat pour 100 km parcourus est de 4 heures et 11 minutes. Les juments sont élevées pour leur lait, elles en produisent environ 300 kg par lactation, soit 13 à 14 litres par jour. La race est également élevée pour sa viande, réputée être d'excellente qualité. Les Kushum prennent en poids au printemps et à l'automne, leur grande taille garantissant un bon rendement de la carcasse,. Ils sont entrés en croisement avec l'Adaev afin d'améliorer les capacités de prise de poids et de lactation chez ce dernier. de manière générale, les races de chevaux kazakhes sont appréciées en croisement laitier dans des pays voisins, tels que la Mongolie et les pays de l'ex-URSS.

## Diffusion de l'élevage
Il est classé comme race locale propre à l'Ouest du Kazakhstan, plus précisément dans la région d'Aktioubé. L'étude menée par Rupak Khadka de l'Université d'Uppsala pour la FAO, et publiée en août 2010, signale le Kusum comme une race locale d'Europe et d'Asie, qui n'est pas menacée d'extinction. La race est commune ; la population serait en 2011 d'environ 13 000 individus. 